# Komlóska
Komlóska község Borsod-Abaúj-Zemplén vármegye Sárospataki járásában.

## Fekvése
A Zempléni-hegység egyik völgyében fekszik, a vármegyeszékhely Miskolctól közúton mintegy 70 kilométerre északkeletre.
A szomszédos települések: északkelet felől Makkoshotyka, kelet felől Hercegkút, délkelet felől Sárospatak, dél felől Bodrogolaszi és Tolcsva, délnyugat felől Erdőhorváti, északnyugat felől pedig Háromhuta.

### Megközelítése
Zsáktelepülés, közúton csak Erdőhorváti felől közelíthető meg, a 3716-os útból kiágazó 37 134-es számú mellékúton.

## Története
A település várát 1379-ben említik először, mikor is a birtokos Tolcsva nemzetség tagjai megosztoztak rajta. A második és jelen tudásunk szerint egyben az utolsó említése 1398-ból származik. Borovszky Samu Zemplén vármegye című műve szerint a Pusztavár nevű hegyen husziták emeltek „váracsot”, melynek azonban már az 1900-as évek elején is kevés nyoma látszott.
Komlóska nevét az oklevelek 1396-ban említették először Komlós néven, ekkor birtokosául Csirke Margitot írták, majd nem sokkal később 1397-ben Komlóstelek néven is említették.
A község 1884-ig Abaúj vármegyéhez tartozott, akkor Zemplénhez csatolták.
A település a mai napig őrzi 18. századi ruszin telepeseinek nyelvét, kisebbségi kultúráját. A falu a magyarországi ruszinok egyik központja.

## Közélete

### Polgármesterei
| Időszak   | Polgármester    | Párt                        |
| --------- | --------------- | --------------------------- |
| 1990–1994 | Deák Ferenc     | KDNP                        |
| 1994–1998 | Köteles László  | független                   |
| 1998–2002 | Köteles László  | Zempléni Településszövetség |
| 2002–2006 | Köteles László  | független                   |
| 2006–2010 | Köteles László  | független                   |
| 2010–2014 | Köteles László  | Fidesz-KDNP                 |
| 2014–2019 | Köteles László  | független                   |
| 2019–2024 | Haluska Szilvia | független                   |
| 2024–     | Haluska Szilvia | független                   |

## Népesség
A település népességének változása:
| Lakosok száma | 240  | 233  | 233  | 209  | 234  | 231  | 220  |
|               | 2013 | 2014 | 2015 | 2021 | 2022 | 2023 | 2024 |

2001-ben a település lakosságának 80%-a magyar, 18%-a ruszin és 2%-a szlovák nemzetiségűnek vallotta magát.
A 2011-es népszámlálás során a lakosok 96,6%-a magyarnak, 0,4% bolgárnak, 0,4% románnak, 67,4% ruszinnak, 0,4% szerbnek mondta magát (3,4% nem nyilatkozott; a kettős identitások miatt a végösszeg nagyobb lehet 100%-nál). A vallási megoszlás a következő volt: római katolikus 5,5%, református 0,8%, görögkatolikus 85,6%, felekezeten kívüli 0,8% (4,2% nem válaszolt).
2022-ben a lakosság 87,2%-a vallotta magát magyarnak, 26,9% ruszinnak, 1,7% szlováknak, 0,9% németnek, 0,4% románnak, 0,4% cigánynak, 1,3% egyéb, nem hazai nemzetiségűnek (12,8% nem nyilatkozott; a kettős identitások miatt a végösszeg nagyobb lehet 100%-nál). Vallásuk szerint 6,4% volt római katolikus, 2,6% református, 59,8% görög katolikus, 1,3% egyéb keresztény, 1,7% felekezeten kívüli (28,2% nem válaszolt).

## Oktatás
Az település általános iskolája a Ruszin Nemzetiségi Általános Művelődési Központ, mely Magyarország legkisebb tanulói létszámú általános iskolája. 2011-ben 7 gyermek kezdte meg itt a tanévet, köztük 1 első osztályos tanuló.

## Látnivalók
- Görögkatolikus temploma - 1820-ban épült.
- Tájház
- Népi építészet remekei
- Solymos vára – várrom
- Telér Tanösvény[19][20]

## Képgaléria

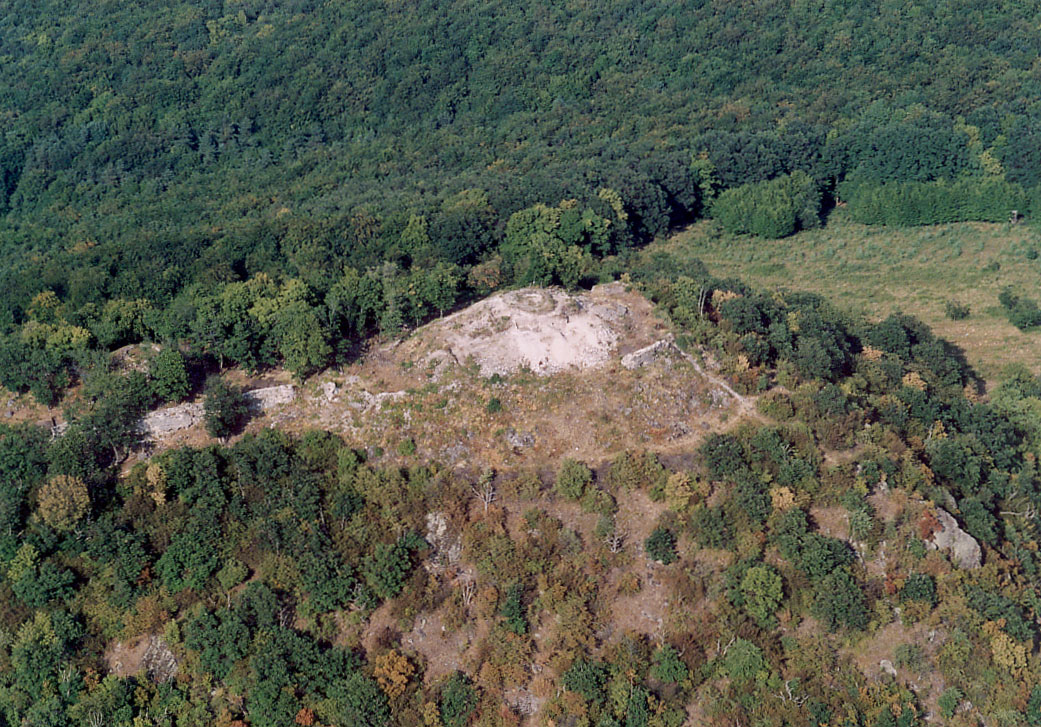
Solymos vára
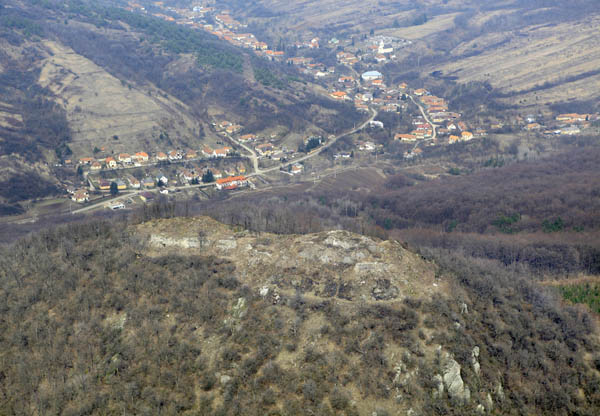
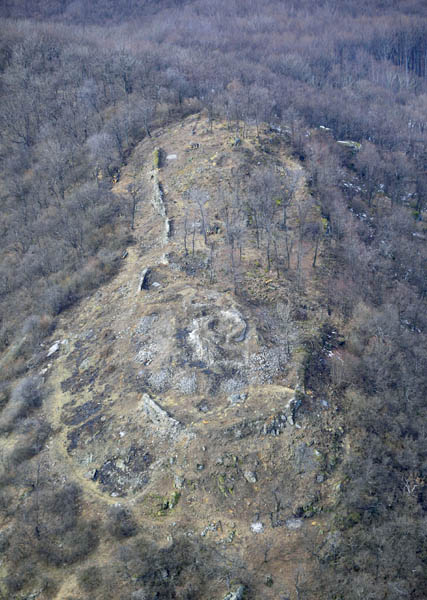
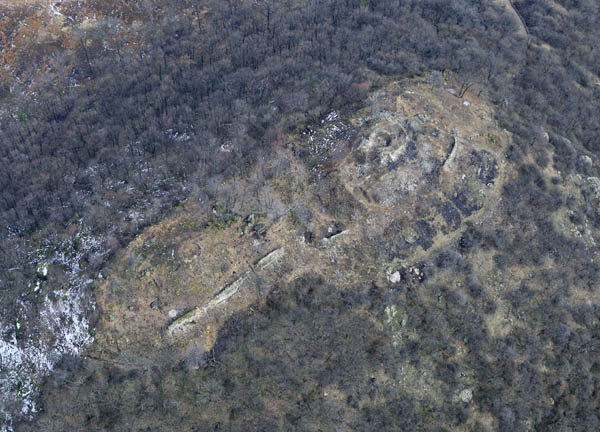